# Namika La
Der Namika La ist ein Gebirgspass im Verlauf des National Highway 1D in Ladakh im Himalaya.
Der Namika La wird auch „Säule des Himmels“ genannt.
Während die Straße von hier nach Westen zum Ort Kargil abfällt, führt sie nach Osten zunächst in das Tal Shakar Chiktan Valley, das nach Norden zum Indus führt, um anschließend über den Gebirgspass Fotu La den Ort Lamayuru zu erreichen.